# Arumanis
Arumanis is een bestuurslaag in het regentschap Pati van de provincie Midden-Java, Indonesië. Arumanis telt 2650 inwoners (volkstelling 2010).